# Plunket Shield 2018/19
Der Plunket Shield 2018/19 ist die 90. Saison des nationalen First-Class-Cricket-Wettbewerbes in Neuseeland und wird vom 10. Oktober 2018 bis zum 20. März 2019 ausgetragen.

## Format
Die Mannschaften spielen in einer Division gegen jede andere jeweils zwei Spiele. Für einen Sieg erhält ein Team zunächst 12 Punkte, für ein Unentschieden (beide Mannschaften erzielen die gleiche Anzahl an Runs) 6 Punkte. Soll kein Ergebnis erreicht werden und das Spiel in einem Remis enden, bekommen beide Mannschaften 0 Punkte, wenn das Spiel abgesagt wird, 2 Punkte. Zusätzlich besteht die Möglichkeit, in den ersten 110 Over des ersten Innings Bonuspunkte zu sammeln. Dabei werden jeweils bis zu 4 Punkte für erzielte Runs und für erzielte Wickets vergeben. Im Falle einer Reduktion der Spieldauer auf einen Tag wird ein Sieg mit 6 Punkten, ein Unentschieden mit 3 und ein Remis mit 2 Punkten honoriert, Bonuspunkte werden dann nicht vergeben. Des Weiteren ist es möglich, dass Mannschaften Punkte abgezogen bekommen, wenn sie beispielsweise zu langsam spielen oder der Platz nicht ordnungsgemäß hergerichtet ist. Am Ende der Saison ist der Sieger der Division der Gewinner des Plunket Shields.

## Resultate
Tabelle
| Teams              | Sp. | S | N | U | R | A | Bat | Bwl | Ded | Punkte |
| ------------------ | --- | - | - | - | - | - | --- | --- | --- | ------ |
| Central Districts  | 8   | 5 | 2 | 0 | 1 | 0 | 20  | 26  | 0   | 106    |
| Canterbury         | 8   | 4 | 2 | 0 | 1 | 1 | 15  | 22  | 0   | 85     |
| Auckland           | 8   | 3 | 2 | 0 | 3 | 0 | 14  | 27  | 0   | 77     |
| Northern Districts | 8   | 3 | 2 | 0 | 3 | 0 | 8   | 28  | 0   | 72     |
| Wellington         | 8   | 1 | 3 | 0 | 3 | 1 | 19  | 23  | 0   | 54     |
| Otago              | 8   | 1 | 6 | 0 | 1 | 0 | 8   | 21  | 0   | 41     |

Sieg: 12 Punkte; Remis: 0 Punkte
Spiele
| 10. – 13. Oktober Scorecard | Nelson | Central Districts 352-7d (102.3) & 0-0d (0) | – | Canterbury 0-0d (0) & 207 (88) |
|                             |        | Central Districts gewinnt mit 145 Runs      |   |                                |

| 10. – 13. Oktober Scorecard | Mount Maunganui | Otago 108 (34.4) & 231 (74)              | – | Northern Districts 136 (36.2) & 204-2 (61.5) |
|                             |                 | Northern Districts gewinnt mit 8 Wickets |   |                                              |

| 10. – 13. Oktober Scorecard | Wellington | Wellington 255 (72.1) | – | Auckland 107-2 (38) |
|                             |            | Remis                 |   |                     |

| 17. – 20. Oktober Scorecard | Auckland | Central Districts 360 (96.5) & 174 (56) | – | Auckland 184 (65.5) & 199 (69.3) |
|                             |          | Central Districts gewinnt mit 151 Runs  |   |                                  |

| 17. – 20. Oktober Scorecard | Christchurch | Northern Districts 378 (114.3) & 234-6 (42.1) | – | Canterbury 228 (88.1) & 221-9 (96) |
|                             |              | Remis                                         |   |                                    |

| 17. – 20. Oktober Scorecard | Wellington | Wellington 509-5d (135.4)                         | – | Otago 190 (69.5) & 218 (69.5) (f/o) |
|                             |            | Wellington gewinnt mit einem Innings und 101 Runs |   |                                     |

| 6. – 9. Dezember Scorecard | Auckland | Canterbury 220 (90.2) & 282 (97) | – | Auckland 246 (76.2) & 257-6 (70.4) |
|                            |          | Auckland gewinnt mit 4 Wickets   |   |                                    |

| 6. – 9. Dezember Scorecard | Hamilton | Northern Districts 251 (58.4) & 276 (85.1) | – | Wellington 287-9 (92.2) & 142 (42.3) |
|                            |          | Northern Districts gewinnt mit 98 Runs     |   |                                      |

| 6. – 9. Dezember Scorecard | Alexandra | Central Districts 511-6d (160)                          | – | Otago 162 (81.3) & 265 (133.1) (f/o) |
|                            |           | Central Districts gewinnt mit einem Innings und 84 Runs |   |                                      |

| 14. – 17. Dezember Scorecard | Auckland | Northern Districts 134 (51.3) & 262 (73) | – | Auckland 272 (80.3) & 127-1 (25.2) |
|                              |          | Auckland gewinnt mit 9 Wickets           |   |                                    |

| 14. – 17. Dezember Scorecard | Nelson | Central Districts 158 (55) & 336-4 (142) | – | Wellington 429 (133.5) |
|                              |        | Remis                                    |   |                        |

| 14. – 17. Dezember Scorecard | Dunedin | Otago 206 (61.4) & 246 (97)      | – | Canterbury 438 (130.1) & 15-1 (6) |
|                              |         | Canterbury gewinnt mit 9 Wickets |   |                                   |

| 21. – 24. Februar Scorecard | Auckland | Auckland 337 (101.3)                           | – | Otago 154 (65.3) & 86 (27.3) (f/o) |
|                             |          | Auckland gewinnt mit einem Innings und 97 Runs |   |                                    |

| 21. – 24. Februar Scorecard | Rangiora | Central Districts 261 (66) & 226 (71.2) | – | Canterbury 280 (90.4) & 208-8 (56.5) |
|                             |          | Canterbury gewinnt mit 2 Wickets        |   |                                      |

| 21. – 24. Februar Scorecard | Wellington | Wellington 400-5d (103.5) & 53-2d (5.5) | – | Northern Districts 81-1d (24.2) & 312-9 (96) |
|                             |            | Remis                                   |   |                                              |

| 1. – 4. März Scorecard | Christchurch | Canterbury 424-8d (131) & 128-1 (23.1) | – | Wellington 249 (83.1) & 301 (122.3) (f/o) |
|                        |              | Canterbury gewinnt mit 9 Wickets       |   |                                           |

| 1. – 4. März Scorecard | Napier | Central Districts 584-8d (145.1)                       | – | Otago 244 (88.2) & 335 (106.3) (f/o) |
|                        |        | Central Districts gewinnt mit einem Innings und 5 Runs |   |                                      |

| 1. – 4. März Scorecard | Whangārei | Auckland 468-9d (131) & 249-6 (77) | – | Northern Districts 376 (145) |
|                        |           | Remis                              |   |                              |

| 9. – 12. März Scorecard | Rangiora | Canterbury 328 (121.3) & 22-2d (9.1) | – | Auckland 0-0d (0) & 270 (82.5) |
|                         |          | Canterbury gewinnt mit 80 Runs       |   |                                |

| 9. – 12. März Scorecard | Napier | Northern Districts 167 (53) & 222 (102.4) | – | Central Districts 216 (67.5) & 174-9 (72.1) |
|                         |        | Central Districts gewinnt mit 1 Wicket    |   |                                             |

| 9. – 12. März Scorecard | Dunedin | Wellington 284 (84.5) & 307-9d (84.2) | – | Otago 285 (93.2) & 308-7 (70.5) |
|                         |         | Otago gewinnt mit 3 Wickets           |   |                                 |

| 17. – 20. März Scorecard | Hamilton | Northern Districts 194 (60) & 463-6d (138) | – | Central Districts 281 (85.2) & 234 (91.5) |
|                          |          | Northern Districts gewinnt mit 142 Runs    |   |                                           |

| 17. – 20. März Scorecard | Dunedin | Otago 483 (136.3) | – | Auckland 247 (81) & 375-5 (113) (f/o) |
|                          |         | Remis             |   |                                       |

| 17. – 20. März Scorecard | Wellington | Wellington                                                         | – | Canterbury |
|                          |            | Spiel abgesagt nach dem Anschlag auf zwei Moscheen in Christchurch |   |            |